# لانه‌آویز دم‌زرد سربلوطی
لانه‌آویز دم‌زرد سربلوطی (نام علمی: Psarocolius wagleri) نام یک گونه از سرده لانه‌آویز دم‌زرد است.